# Nintendo Entertainment Planning & Development
Nintendo Entertainment Planning & Development (任天堂企画制作本部, Nintendō Kikaku Seisaku Honbu) (lit. "Nintendo Planning and Production Division"), més conegut com a Nintendo EPD, és la filial més gran dins de Nintendo. Es va crear el setembre de 2015, amb la presidència de Tatsumi Kimishima, després de la fusió de Nintendo EAD i Nintendo SPD. Per tant, són els responsables de jocs llançats immediatament després a la fusió com The Legend of Zelda: Tri Force Heroes, Animal Crossing: Amiibo Festival, Star Fox Guard i Star Fox Zero, així com de jocs com Super Mario Run, The Legend of Zelda: Breath of the Wild, Mario Kart 8 Deluxe, 1-2-Switch, Super Mario Maker 2, Super Mario Odyssey, The Legend of Zelda: Tears of the Kingdom i molts altres.